# オリムピック
株式会社オリムピックは、大阪府大阪市にある日本の釣竿やゴルフシャフトなどの製造メーカーである。

## 沿革
- 2000年 - マミヤ・オーピー（元オリムピック釣具とマミヤ光機が1992年に合併）より和歌山県のすさみ工場を引き継ぎ創業。磯釣りや鮎釣り用の釣り竿を手掛けながら他社の釣り竿・ゴルフシャフトの製造を手掛ける。
- 2004年 - ルアーブランドグラファイトリーダーを始動。
- 2008年 - それまで自社の国内工場産を謳っていたが、低価格グレードとして中国製のロッドを販売するようになる。

## 概要
マミヤ・オーピーの釣り具撤退後に立ち上がったメーカーで、元マミヤ・オーピーのすさみ工場を引き継ぎ、釣竿やゴルフシャフトなどを製造している。
日本では数少ないブランク成形設備を備えるため、他社からロッドブランクやゴルフシャフトの設計・製造を請け負っている。そこで培われたノウハウを活用し他社よりも低価格で製造できるという強みを持つ。
4軸クロスなどのカーボン織物を多用する特徴がある。
設立からグラファイトリーダーブランド立ち上げまでは、オリムピックブランドのみで鮎竿、渓流竿、ヘラ竿、鯉竿、磯竿、投げ竿、船竿、ルアー竿（シーバス等）のラインナップで、グレードは、インテグラ、シエラ、サンダーバードの3種類であった。また、磯上物竿にはかつてのオリムピック釣具で発売された「純世紀」を復刻している。
グラファイトリーダーを立ち上げてから商品ラインナップを一新し、ルアー用の竿が中心となった。また、ラインナップの変更に伴い、過去の商品は全て廃番となった。

## 事業所
- 本社・営業企画部(大阪府大阪市)
- 和歌山工場(和歌山県西牟婁郡)
- 上富田出張所(和歌山県西牟婁郡)

## ブランド
- グラファイトリーダー - ルアー用の釣り竿ブランド
- オリムピック - 餌つり用の釣り竿ブランド
- グラファイトリーダー「DERAMAX」 シャフト - ゴルフシャフトのブランド